# Pleurtuit
 Pleurtuit  es una población y comuna francesa, situada en la región de Bretaña, departamento de Ille y Vilaine, en el distrito de Saint-Malo y cantón de Dinard.

## Demografía
| 3608 | 3776 | 3764 | 4165 | 4428 | 4547 |
| Para los censos de 1962 a 1999 la población legal corresponde a la población sin duplicidades (Fuente: INSEE [Consultar]) |      |      |      |      |      |